# Kraith
Las historias de Kraith son un conjunto de fan-fictions de Star Trek. Las primeras entradas fueron escritas por Jacqueline Lichtenberg (conocida por sus novelas del Universo Sime~Gen, publicadas profesionalmente de manera posterior) a partir de 1969. Estos continuaron durante los primeros años después de la cancelación de la primera serie de Star Trek. Las historias reciben su nombre del kraith, una copa o cáliz utilizado en la realización de ciertos rituales vulcanianos que aparecen de forma destacada en varias de las historias.

## Trasfondo
Las primeras historias, comenzando con «La afirmación de Spock», fueron publicadas en el fanzine T Negative, una publicación editada por Ruth Berman. en T-Negative 8. A medida que creció el interés, las historias posteriores se publicaron en una gama más amplia de medios y otros autores comenzaron a hacer contribuciones a la secuencia de historias. Más de cincuenta autores aficionados y profesionales han colaborado en Kraith.
El énfasis de la serie en historias con tramas sociológicas, psicológicas y emocionales tuvo un impacto en los fan-fictions de Star Trek. Una gran proporción de los primeros colaboradores de la historia de Kraith fueron mujeres, y esto se ha seguido reflejando en la alta proporción de escritoras fanáticas.

## Trama
La historia de Kraith aparentemente trata sobre cómo Spock encuentra una esposa. La serie, sin embargo, se propuso cuestionar la presentación, en Star Trek, de los humanos como la raza dominante en toda la galaxia. Se mostró a James Kirk imponiéndoles no solo valores humanos, sino específicamente valores estadounidenses del siglo XX, supuestamente para su propio bien o para salvarlos de ser conquistados por los klingon. Las historias de Lichtenberg mostraron que esto reflejaba la actitud general de la Federación dominada por la Tierra hacia los mundos no afiliados y miembros, a los que otras culturas y especies, que tendrían valores diferentes y podrían rechazar el capitalismo, se opondrían.
Vulcano, con su monocultura derivada de las Reformas de Surak, se ha visto afectada por el contacto con otras razas. Muchos vulcanos en las historias sienten que los cambios no000 son para mejor. Un arco argumental importante se refiere a una propuesta de que Vulcano se separe de la Federación. La propuesta es oficialmente rechazada tras una votación, pero todavía hay muchos que están de acuerdo con la idea. El objetivo de Lichtenberg era mostrar que la cultura vulcana que vimos en el programa no era perfecta y que el contacto con otras civilizaciones ayudaría a que la cultura posterior a la Reforma evolucionara desde su forma actual y estática a "lo que debería llegar a ser». La amistad entre Kirk, Spock y McCoy se convirtió en un microcosmos que refleja estos cambios.
Lichtenberg creía que, en aquella época, la mayoría de los lectores eran incapaces de aceptar las ideas que ella proponía, porque eran demasiado radicales o adelantadas a su tiempo.
Kraith tomó un giro diferente con el aporte de Sondra Marshak como principal colaboradora de Lichtenberg. Uno de los arcos argumentales de Lichtenberg trataba sobre la idea de que Kirk, habiendo estado en contacto con varias especies alienígenas telepáticas, había adquirido telepatía. Para aprender a controlar y utilizar adecuadamente sus nuevas habilidades, llegó a Vulcano para asistir a una escuela psíquica. Por esta y otras razones, algunas políticamente complejas, fue adoptado por Sarek y educado en el estilo de vida vulcaniano. Esta educación había implicado ocasionalmente un "pacto Guardián-Liege» entre Kirk y Spock, en el que Kirk aceptaba a Spock como su mentor y obedecía sus órdenes (o viceversa, como en la novela de Kraith, Federation Centennial).
Marshak vio posibilidades de trama en El guardián-liejo y revivió y amplió sus implicaciones. Las historias posteriores de Kraith están plagadas de matices BDSM, y en una entrada, "El laberinto» de Joan Winston (publicada en Metamorfosis 2), Spock azota a Kirk como castigo por desobedecer una orden a favor de salvar la vida de Spock mientras estaba bajo las restricciones de Guardián-Liejo.

## Legado
Aunque las historias clásicas de Kraith no son ficción slash, algunos comentaristas han visto a Kraith como un precursor de algunas formas de slash: los temas de dolor/consuelo y los temas de cercanía emocional y mental, así como las implicaciones BDSM más adelante en la serie, están claramente relacionados con temas que se encuentran en muchas obras slash.